# Coma hiperosmolar hiperglicémico
Coma hiperosmolar hiperglicémico (CHH) é uma complicação da diabetes em que a elevada concentração de glicose no sangue resulta em elevada osmolaridade sem cetoacidose significativa. Os sintomas mais comuns são sinais de desidratação, fraqueza, cãibras nas pernas, problemas na visão e um estado alterado de consciência. A condição desenvolve-se ao longo de dias a semanas. Entre as possíveis complicações estão crises epilépticas, coagulação intravascular disseminada, isquemia mesentérica ou rabdomiólise.
O principal fator de risco são antecedentes de diabetes mellitus tipo 2. Em alguns casos pode ocorrer em pessoas sem antecedentes de diabetes ou em pessoas com diabetes mellitus tipo 1. Entre os fatores desencadeantes estão infeções, acidente vascular cerebral, trauma, alguns medicamentos e enfarte do miocárdio. O diagnóstico é feito com análises ao sangue para deteção de valores de glicose superiores a 30 mmol/L (600 mg/dL), osmolaridade superior a 320 mOsm/kg e um pH superior a 7,3.
O tratamento inicial geralmente consiste na administração de soro para controlar a desidratação, insulina intravenosa em casos de cetonas elevadas, heparina de baixo peso molecular para diminuir o risco de formação de trombos e antibióticos nos casos em que há risco de infeções. O objetivo do tratamento é diminuir progressivamente os níveis de glicose no sangue. Em muitos casos é necessária a administração de potássio à medida que são corrigidos os problemas metabólicos. Também são importantes medidas para prevenir úlceras do pé diabético. Geralmente são necessários alguns dias de tratamento para que a pessoa regresse aos valores normais.
A condição é bastante comum, embora ainda não se tenha determinado a sua frequência exata. A condição é mais comum entre pessoas idosas. Entre as pessoas afetadas, o risco de morte é de cerca de 15%. A condição foi descrita pela primeira vez na década de 1880.